# Blue Ridge Mountain Entertainers
Die Blue Ridge Mountain Entertainers waren eine US-amerikanische Old-Time-Gruppe aus North Carolina, die 1931 eine Reihe von Sessions abhielten.

## Geschichte
Obwohl nur fünf Singles unter dem Namen der Blue Ridge Mountain Entertainers veröffentlicht wurden, stecken sie – oder einzelne – Mitglieder – hinter einer Reihe von Aufnahmen aus den späten 1920er-Jahren bis 1931. Die einzelnen Musiker spielten bereits vor den Aufnahmen in losen Konstellationen zusammen. Beispielsweise waren Clarence Ashley und Gwen Foster Mitglieder der Carolina Tar Heels, Ashley und Clarence Greene Mitglied in Byrd Moores Hot Shots und Ashley spielte mit Foster auch einige Duette ein.
Die ersten Aufnahmen wurden am 30. November 1931 für die American Record Corporation (ARC) in New York City gemacht und, auf eine Vielzahl von Labels verteilt, unter verschiedenen Namen veröffentlicht. Erst am zweiten Tag, am 1. Dezember, folgten Produktionen unter dem Bandnamen, den die Mitglieder auch für Auftritte in ihrer Heimat rund um North Carolina, South Carolina und Virginia nutzten. Am 2. Dezember folgten letzte Aufnahmen aller Musiker, darunter auch Bring Me a Leaf from the Sea als Blue Ridge Mountain Entertainers. Alle fünf Stücke, die in diesen Tagen eingespielt wurden, erschienen bei Banner Records und drei weiteren Labels.
Es folgten keine weiteren Aufnahmen der Gruppe, die danach auseinanderbrach.

## Diskographie
Singles, die unter den Namen der einzelnen Mitglieder erschienen sind, finden sich in den Diskographien der jeweiligen Artikel; siehe Clarence Greene, Clarence Ashley, Gwen Foster.
| Jahr           | Titel                                                      | #     | Anmerkungen                 |
| -------------- | ---------------------------------------------------------- | ----- | --------------------------- |
| Banner Records |                                                            |       |                             |
|                | Cincinnati Breakdown / Honeysuckle Rag                     | 32432 |                             |
|                | Washington and Lee Swing / Goodnight Waltz                 | 32356 |                             |
|                | Bring Me a Leaf from the Sea / I Have No Loving Mother Now | 32478 | B-Seite als Ashley & Foster |